# ヨエコ
ヨエコ（1976年〈昭和51年〉9月20日 - ）は、愛知県出身のシンガーソングライター。
2000年にミニアルバム『礼』で倉橋ヨエコ（くらはし ヨエコ）としてデビューし、2008年7月のライブツアーを最後に音楽活動を一旦終了した。ヨエコの音楽は「ジャズ歌謡」、「シャバダ歌謡」とも表現された。2023年7月1日に現名義で活動を再開することを発表した。
芸名の「ヨエコ」は、親戚から呼ばれていた子供時代の愛称「ヨエちゃん」に因む。

## 来歴
1976年9月20日生まれ、愛知県出身。妹がいる。3歳からピアノをはじめる。他人とのコミュニケーションが得意でなかったヨエコは、ピアノと歌によって感情を表現していた。愛知県立明和高等学校音楽科を卒業し、音楽教師を目指して武蔵野音楽大学音楽学部器楽学科に進む。大学在学中に妹が買ってきたという熊谷幸子のCDを聴いて魅了される。それまで聴いていたアルバムと異なり、多彩な収録曲のすべてがよかったのだという。それまでクラシック音楽一辺倒であった倉橋は、これをきっかけにしてオリジナル曲を作り始める。
2000年、初のCD-R「お帰りなさい」を発表。同年11月23日にミニアルバム『礼』でインディーズ・デビューした。2002年3月、初のフルアルバム『婦人用』をリリース。
2005年に、BabeStarレーベルに移籍し、アルバム『ただいま』でメジャー・デビューした。『ただいま』では思った言葉やメロディーを先行させて曲を制作しており、「自分の世界観は絶対譲らないぞ」という意思が貫かれたセルフ・プロデュースの作品となった。ヨエコ曰く「第一期倉橋ヨエコの集大成」である。一方で「自分のやりたいことを詰め込むだけが果たして音楽といえるのだろうか」とも考えるようになり、2007年発売のアルバム『色々』では、合わないと思った曲ではピアノの使用を控えることすらした。こうしてサウンド面を意識し磨きをかけた『色々』の制作では新たな発見も多く、ヨエコ曰く「曲が出来た時の達成感も二〇倍くらいになったり」した。『色々』に収録されている「ダルマさんが転んだ」はジャズバンドIndigo jam unitとの共同作品である。
2007年1月には、ブラス・セクションを取り入れたシングル「損と嘘」をリリースする。「損と嘘」はテレビ東京系「給与明細」のエンディングテーマとなっている。
2008年4月30日、突然の「“廃業”宣言」を発表する。2008年6月4日にラストアルバム『解体ピアノ』を発売。ヨエコは『解体ピアノ』制作の途中で「これですべてを出し切ることができた」、「恋愛、人生、喜び、悲しみ、すべての表現で、最高のまとめ方ができた」という安堵に近い感情を抱き、廃業を決意したという。ヨエコは自らを表現者としてあるべきと考え、歌手や作曲家として活動を続けるという選択肢は選ばなかった。『解体ピアノ』では小坂明子の「あなた」をカバーし、「こういう曲を私は書きたかった」、「これ私の曲じゃなかったかな」と思うほどにしっくりきたという。最後に収録されている「輪舞曲（）」はアルバム唯一のセルフ・プロデュースで、グランドピアノ弾き語りによって最後にレコーディングされた。ヨエコが“廃業”を決意した後に書かれた曲であった。
2008年6月28日、全国6都市を巡るラストツアー「感謝的 解体ヨエコ ツアー」を心斎橋CLUB QUATTROからスタート。ツアー最終日となる2008年7月20日、東京キネマ倶楽部でのライブをもって“廃業”した。
2023年7月1日、Twitterにて「ヨエコ」と芸名を変え活動を再開することを発表した。
2023年9月20日、活動再開後初のアルバム『ニューヨエコ』をリリース。

## 音楽性
独特の味を持つ「ジャズ歌謡」サウンドで世間の注目を集める。2003年に発表されたアルバム『モダンガール』は、その音楽性から「シャバダ歌謡」とも呼ばれた。自身の心に潜む暗部や、悲しみ、無力感、厭世観を表現した歌詞を特徴とする。
自ら生み出した曲を自分の子供のように思い他人が歌うのを聞いて嫉妬した時期もあったというが、それはエゴであったと反省し、多くの人に受け入れられ歌ってもらえるような歌い方を意識するように変わったとも語る。曲を生み出すために、苦しみながらも暗い森で走ることがあるという。曰く「締め切りとかじゃなくて、書かないと生きていられないから」。“廃業”前のインタビューでは表現することについて次のように語っている。
| 「                                        | 八年間やってきて、一貫して言いたかったのは、人は自分の本当の気持ちをさらけ出すことによって、いろんな人と繋がることができる。そのことで生きていけるということです。 | 」 |
| —倉橋ヨエコ（『Quick Japan』 第78巻より） | |    |

ヨエコにとってピアノは友達であり、相棒であり、そして家族でもあった。恋愛や生活の中で自分の感情を思うように伝えられない葛藤をピアノと歌で表現した。「音源では総合的なサウンドとして聴いて欲しいですが、ライブでは私の声とピアノだけが印象に残るようなものにしたい」とも語る。2004年に発表したアルバム『東京ピアノ』はピアノ弾き語りをメインとしていた。曲作りの姿勢としてはサウンドよりも表現に重きを置き、
| 「                                        | 音楽は私にとってフィルターでしかないんです。言いたいことがあるがために曲を作る。あくまで、その曲を届けるために音楽の力を借りている。だから曲そのものに関しては滅茶苦茶強情ですけれど、アレンジに関しては、こうしなければならないっていうこだわりがないんですよ。 | 」 |
| —倉橋ヨエコ（『Quick Japan』 第78巻より） | |    |

と語っている。
音にこだわりを持つあまりテクニック重視の活動スタイルに移行するミュージシャンが多い中で、歌い方すらもプロデューサーに委ねることがあるほどのヨエコのスタンスは異色であった。また「悲しみのパワー」を原動力に歌詞を書き、それを歌って聴いてもらうことで「当時の自分を“浄化”」するのだとも述べている。

## ディスコグラフィー

### シングル
東京メゾピアノ（2004年10月30日、ネット限定発売）
| #  | タイトル                     | 作詞 | 作曲・編曲 |
| -- | ---------------------------- | ---- | ---------- |
| 1. | 「赤い靴」                   |      |            |
| 2. | 「はないちもんめ（回想編）」 |      |            |
| 3. | 「白い旗（弾き語り編）」     |      |            |

人間辞めても（2002年9月27日、再発売:2005年6月1日､ リマスター盤:2011年2月9日）
| #  | タイトル           | 作詞       | 作曲       | 時間 |
| -- | ------------------ | ---------- | ---------- | ---- |
| 1. | 「人間辞めても」   | 倉橋ヨエコ | 倉橋ヨエコ | 3:02 |
| 2. | 「東京ドドンパ娘」 | 宮川哲夫   | 鈴木庸一   | 3:46 |
| 3. | 「シャバダ★天国」  | 倉橋ヨエコ | 倉橋ヨエコ | 2:26 |
| 4. | 「沈める街」       | 倉橋ヨエコ | 倉橋ヨエコ |      |

楯（2005年11月30日）
| #  | タイトル                               | 作詞 | 作曲・編曲 |
| -- | -------------------------------------- | ---- | ---------- |
| 1. | 「『楯』 来宮良子 朗読 BGM使用曲：楯」 |      |            |
| 2. | 「楯」                                 |      |            |

損と嘘（2007年1月24日）
| #  | タイトル               | 作詞 | 作曲・編曲 | 時間 |
| -- | ---------------------- | ---- | ---------- | ---- |
| 1. | 「損と嘘」             |      |            | 4:31 |
| 2. | 「流星 (一人連弾Ver)」 |      |            | 3:54 |
| 3. | 「涙で雪は穴だらけ」   |      |            | 4:40 |

友達のうた（2008年5月21日）
| #  | タイトル                                            | 作詞                   | 作曲                 |
| -- | --------------------------------------------------- | ---------------------- | -------------------- |
| 1. | 「友達のうた feat.HIDDENFISH（from nobodyknows+）」 | 倉橋ヨエコ, HIDDENFISH | 倉橋ヨエコ, DJ MITHU |
| 2. | 「マネキン人間 feat.松浦正樹（from ANATAKIKOU）」   | 倉橋ヨエコ             | 倉橋ヨエコ           |

### ミニアルバム
礼（2000年11月23日、再発売:2005年6月1日､ リマスター盤:2011年2月9日）
| 全作詞・作曲: 倉橋ヨエコ。 |                    |            |            |      |
| #                          | タイトル           | 作詞       | 作曲・編曲 | 時間 |
| 1.                         | 「感謝的生活」     | 倉橋ヨエコ | 倉橋ヨエコ | 3:40 |
| 2.                         | 「聴こえたから」   | 倉橋ヨエコ | 倉橋ヨエコ | 3:09 |
| 3.                         | 「屋上にて」       | 倉橋ヨエコ | 倉橋ヨエコ | 3:52 |
| 4.                         | 「あなたのあたし」 | 倉橋ヨエコ | 倉橋ヨエコ | 2:20 |
| 5.                         | 「部屋と幻」       | 倉橋ヨエコ | 倉橋ヨエコ | 4:23 |
| 6.                         | 「狂鍵」           | 倉橋ヨエコ | 倉橋ヨエコ | 0:59 |
| 7.                         | 「帰りたい家」     | 倉橋ヨエコ | 倉橋ヨエコ | 3:14 |

思ふ壷（2001年6月21日、再発売:2005年6月1日､ リマスター盤:2011年2月9日）
| 全作詞・作曲: 倉橋ヨエコ、全編曲: 倉橋ヨエコ、根上誠二。 |                |            |            |      |
| #                                                        | タイトル       | 作詞       | 作曲・編曲 | 時間 |
| 1.                                                       | 「過保護」     | 倉橋ヨエコ | 倉橋ヨエコ | 2:53 |
| 2.                                                       | 「ままごと」   | 倉橋ヨエコ | 倉橋ヨエコ | 3:36 |
| 3.                                                       | 「喫茶ボッサ」 | 倉橋ヨエコ | 倉橋ヨエコ | 2:07 |
| 4.                                                       | 「想い巡り」   | 倉橋ヨエコ | 倉橋ヨエコ | 2:56 |
| 5.                                                       | 「思ふ壷」     | 倉橋ヨエコ | 倉橋ヨエコ | 0:11 |
| 6.                                                       | 「あわれ蚊恋」 | 倉橋ヨエコ | 倉橋ヨエコ | 3:15 |
| 7.                                                       | 「放課後時代」 | 倉橋ヨエコ | 倉橋ヨエコ | 3:00 |
| 8.                                                       | 「泣き止め剤」 | 倉橋ヨエコ | 倉橋ヨエコ | 3:23 |

### アルバム
婦人用（2002年3月28日、再発売:2005年6月1日､ リマスター盤:2011年2月9日）
| 全作詞・作曲: 倉橋ヨエコ、全編曲: 倉橋ヨエコ、根上誠二。 |                                       |            |            |      |
| #                                                        | タイトル                              | 作詞       | 作曲・編曲 | 時間 |
| 1.                                                       | 「盗られ系」                          | 倉橋ヨエコ | 倉橋ヨエコ | 3:30 |
| 2.                                                       | 「金魚想う (スペシャル古城ミックス)」 | 倉橋ヨエコ | 倉橋ヨエコ | 3:16 |
| 3.                                                       | 「ラブレター」                        | 倉橋ヨエコ | 倉橋ヨエコ | 3:20 |
| 4.                                                       | 「恋愛テム」                          | 倉橋ヨエコ | 倉橋ヨエコ | 4:36 |
| 5.                                                       | 「アンドーナツ」                      | 倉橋ヨエコ | 倉橋ヨエコ | 2:39 |
| 6.                                                       | 「夜な夜な夜な」                      | 倉橋ヨエコ | 倉橋ヨエコ | 2:51 |
| 7.                                                       | 「残り者」                            | 倉橋ヨエコ | 倉橋ヨエコ | 4:16 |
| 8.                                                       | 「土器の歌」                          | 倉橋ヨエコ | 倉橋ヨエコ | 2:13 |
| 9.                                                       | 「梅雨色小唄」                        | 倉橋ヨエコ | 倉橋ヨエコ | 3:03 |
| 10.                                                      | 「キャバレー」                        | 倉橋ヨエコ | 倉橋ヨエコ | 3:44 |

モダンガール（2003年5月22日、再発売:2005年6月1日､ リマスター盤:2011年2月9日）
| 全作詞・作曲: 倉橋ヨエコ、全編曲: 倉橋ヨエコ、根上誠二。 |                     |            |            |      |
| #                                                        | タイトル            | 作詞       | 作曲・編曲 | 時間 |
| 1.                                                       | 「恋の大捜査」      | 倉橋ヨエコ | 倉橋ヨエコ | 2:55 |
| 2.                                                       | 「幸い屋」          | 倉橋ヨエコ | 倉橋ヨエコ | 2:46 |
| 3.                                                       | 「つぶつぶ」        | 倉橋ヨエコ | 倉橋ヨエコ | 2:17 |
| 4.                                                       | 「雨宿り」          | 倉橋ヨエコ | 倉橋ヨエコ | 3:26 |
| 5.                                                       | 「ラジオ」          | 倉橋ヨエコ | 倉橋ヨエコ | 2:55 |
| 6.                                                       | 「椿荘」            | 倉橋ヨエコ | 倉橋ヨエコ | 3:13 |
| 7.                                                       | 「喫茶 スキャット」 | 倉橋ヨエコ | 倉橋ヨエコ | 2:15 |
| 8.                                                       | 「お人形」          | 倉橋ヨエコ | 倉橋ヨエコ | 2:43 |
| 9.                                                       | 「M-9.追跡系」      | 倉橋ヨエコ | 倉橋ヨエコ | 0:44 |
| 10.                                                      | 「流星」            | 倉橋ヨエコ | 倉橋ヨエコ | 3:38 |

東京ピアノ（2004年11月21日）
| #   | タイトル           | 作詞 | 作曲・編曲 |
| --- | ------------------ | ---- | ---------- |
| 1.  | 「東京」           |      |            |
| 2.  | 「白い旗」         |      |            |
| 3.  | 「ロボット」       |      |            |
| 4.  | 「赤い靴」         |      |            |
| 5.  | 「朝焼け」         |      |            |
| 6.  | 「二番目の道」     |      |            |
| 7.  | 「不安のお山」     |      |            |
| 8.  | 「森へ行く」       |      |            |
| 9.  | 「はないちもんめ」 |      |            |
| 10. | 「マネキン」       |      |            |
| 11. | 「雨降り」         |      |            |
| 12. | 「ヒバリ」         |      |            |
| 13. | 「終点」           |      |            |

ただいま（2005年12月16日）
| 全作詞・作曲: 倉橋ヨエコ。 |                |            |            |                                         |      |
| #                          | タイトル       | 作詞       | 作曲・編曲 | 編曲                                    | 時間 |
| 1.                         | 「楯」         | 倉橋ヨエコ | 倉橋ヨエコ | 根上誠二 ストリングスアレンジ：蒲池愛   | 4:24 |
| 2.                         | 「ここにいる」 | 倉橋ヨエコ | 倉橋ヨエコ | 根上誠二                                | 3:28 |
| 3.                         | 「線を書く」   | 倉橋ヨエコ | 倉橋ヨエコ | ANATAKIKOU、倉橋ヨエコ                  | 4:40 |
| 4.                         | 「シーソー」   | 倉橋ヨエコ | 倉橋ヨエコ | 根上誠二                                | 4:29 |
| 5.                         | 「卵とじ」     | 倉橋ヨエコ | 倉橋ヨエコ | 根上誠二、遠藤幹雄                      | 3:56 |
| 6.                         | 「裏返し」     | 倉橋ヨエコ | 倉橋ヨエコ | 根上誠二                                | 3:16 |
| 7.                         | 「シナリオ」   | 倉橋ヨエコ | 倉橋ヨエコ | 根上誠二                                | 3:48 |
| 8.                         | 「石鹸ガール」 | 倉橋ヨエコ | 倉橋ヨエコ | 根上誠二 コーラス・アレンジ：倉橋ヨエコ | 3:26 |
| 9.                         | 「昼の月」     | 倉橋ヨエコ | 倉橋ヨエコ | 根上誠二                                | 4:13 |
| 10.                        | 「ピエロ」     | 倉橋ヨエコ | 倉橋ヨエコ | ANATAKIKOU、倉橋ヨエコ                  | 4:25 |
| 11.                        | 「春の歌」     | 倉橋ヨエコ | 倉橋ヨエコ | 根上誠二                                | 4:13 |

御中元（2006年7月26日）
| 全作詞・作曲: 倉橋ヨエコ。 |                                         |            |            |                                                                                   |      |
| #                          | タイトル                                | 作詞       | 作曲・編曲 | 編曲                                                                              | 時間 |
| 1.                         | 「夏」                                  | 倉橋ヨエコ | 倉橋ヨエコ | 根上誠二 ストリングスアレンジ：蒲池愛 歌演：倉橋ヨエコ                            | 4:41 |
| 2.                         | 「ラジオ」                              | 倉橋ヨエコ | 倉橋ヨエコ | ストリングスアレンジ：蒲池愛 歌演：倉橋ヨエコ                                     | 3:09 |
| 3.                         | 「追跡（歌：伊集加代）」                | 倉橋ヨエコ | 倉橋ヨエコ | 根上誠二 歌演：倉橋ヨエコ                                                         | 2:58 |
| 4.                         | 「東京（歌：チャーリー・コーセイ）」    | 倉橋ヨエコ | 倉橋ヨエコ | 根上誠二 ストリングスアレンジ：遠藤幹雄 ホーンアレンジ：遠藤幹雄 歌演：倉橋ヨエコ | 4:05 |
| 5.                         | 「部屋と幻（歌：タテタカコ）」          | 倉橋ヨエコ | 倉橋ヨエコ | 歌演：倉橋ヨエコ                                                                  | 3:33 |
| 6.                         | 「楯 グランドピアノ弾き語りバージョン」 | 倉橋ヨエコ | 倉橋ヨエコ | 歌演：倉橋ヨエコ                                                                  | 4:45 |

色々（2007年2月21日）
| 全作詞: 倉橋ヨエコ。 |                        |            |                      |      |
| #                    | タイトル               | 作詞       | 作曲                 | 時間 |
| 1.                   | 「桜道」               | 倉橋ヨエコ | 倉橋ヨエコ、根上誠二 | 4:17 |
| 2.                   | 「薬箱」               | 倉橋ヨエコ | 倉橋ヨエコ           | 4:37 |
| 3.                   | 「いただきます」       | 倉橋ヨエコ | 倉橋ヨエコ           | 5:07 |
| 4.                   | 「赤い屋根の下で」     | 倉橋ヨエコ | 倉橋ヨエコ、根上誠二 | 4:57 |
| 5.                   | 「花とダンス」         | 倉橋ヨエコ | 倉橋ヨエコ           | 3:43 |
| 6.                   | 「あいあい」           | 倉橋ヨエコ | 倉橋ヨエコ           | 3:22 |
| 7.                   | 「方程式」             | 倉橋ヨエコ | 倉橋ヨエコ、根上誠二 | 4:26 |
| 8.                   | 「ダルマさんが転んだ」 | 倉橋ヨエコ | 倉橋ヨエコ           | 4:36 |
| 9.                   | 「損と嘘」             | 倉橋ヨエコ | 倉橋ヨエコ           | 4:34 |
| 10.                  | 「廃工場」             | 倉橋ヨエコ | 倉橋ヨエコ           | 2:57 |
| 11.                  | 「今日も雨」           | 倉橋ヨエコ | 倉橋ヨエコ           | 3:55 |
| 12.                  | 「白の世界」           | 倉橋ヨエコ | 倉橋ヨエコ           | 4:57 |
| 13.                  | 「春夏秋冬」           | 倉橋ヨエコ | 倉橋ヨエコ           | 4:50 |

| #  | タイトル                 | 作詞 | 作曲・編曲 |
| -- | ------------------------ | ---- | ---------- |
| 1. | 「『損と嘘』ライブ映像」 |      |            |

解体ピアノ（2008年6月4日）
| #   | タイトル                             | 作詞                    | 作曲                 | 編曲                                        | 時間 |
| --- | ------------------------------------ | ----------------------- | -------------------- | ------------------------------------------- | ---- |
| 1.  | 「鳴らないピアノ」                   | 倉橋ヨエコ              | 倉橋ヨエコ           |                                             | 4:19 |
| 2.  | 「依存症〜レッツゴー!ハイヒール〜」  | 倉橋ヨエコ              | 倉橋ヨエコ           |                                             | 3:59 |
| 3.  | 「春待ちガール」                     | 倉橋ヨエコ              | 倉橋ヨエコ           |                                             | 4:18 |
| 4.  | 「電話」                             | 倉橋ヨエコ              | 倉橋ヨエコ           | ストリングスアレンジ：ホッピー神山          | 5:03 |
| 5.  | 「裏目の女」                         | 倉橋ヨエコ              | 倉橋ヨエコ           |                                             | 3:17 |
| 6.  | 「友達のうた」                       | 倉橋ヨエコ、HIDDEN FISH | 倉橋ヨエコ、DJ MITSU | トラック：DJ MITSU                          | 4:33 |
| 7.  | 「恋予報」                           | 倉橋ヨエコ              | 倉橋ヨエコ           |                                             | 3:51 |
| 8.  | 「バルンの不思議な旅」               | 堂島孝平                | 堂島孝平             |                                             | 3:50 |
| 9.  | 「あなた」                           | 小坂明子                | 小坂明子             | ホーンアレンジ&ストリングスアレンジ：蒲池愛 | 4:17 |
| 10. | 「雨の羽生橋」                       | 倉橋ヨエコ              | 倉橋ヨエコ、根上誠二 |                                             | 4:29 |
| 11. | 「マネキン人間 〜Extra Piano Mix〜」 | 倉橋ヨエコ              | 倉橋ヨエコ           |                                             | 4:44 |
| 12. | 「輪舞曲」                           | 倉橋ヨエコ              | 倉橋ヨエコ           |                                             | 4:25 |

終楽章 コンプリートベスト2000〜2008（2008年9月17日）
| #   | タイトル           | 作詞 | 作曲・編曲 |
| --- | ------------------ | ---- | ---------- |
| 1.  | 「感謝的生活」     |      |            |
| 2.  | 「聴こえたから」   |      |            |
| 3.  | 「過保護」         |      |            |
| 4.  | 「ままごと」       |      |            |
| 5.  | 「盗られ系」       |      |            |
| 6.  | 「ラブレター」     |      |            |
| 7.  | 「夜な夜な夜な」   |      |            |
| 8.  | 「梅雨色小唄」     |      |            |
| 9.  | 「人間辞めても」   |      |            |
| 10. | 「恋の大捜査」     |      |            |
| 11. | 「流星」           |      |            |
| 12. | 「迷い猫」         |      |            |
| 13. | 「東京」           |      |            |
| 14. | 「白い旗」         |      |            |
| 15. | 「はないちもんめ」 |      |            |

| #   | タイトル                             | 作詞 | 作曲・編曲 |
| --- | ------------------------------------ | ---- | ---------- |
| 1.  | 「楯」                               |      |            |
| 2.  | 「卵とじ」                           |      |            |
| 3.  | 「夏」                               |      |            |
| 4.  | 「ラジオ」                           |      |            |
| 5.  | 「損と嘘」                           |      |            |
| 6.  | 「涙で雪は穴だらけ」                 |      |            |
| 7.  | 「桜道」                             |      |            |
| 8.  | 「今日も雨」                         |      |            |
| 9.  | 「白の世界」                         |      |            |
| 10. | 「蛙の歌」                           |      |            |
| 11. | 「鳴らないピアノ」                   |      |            |
| 12. | 「依存症〜レッツゴー！ハイヒール〜」 |      |            |
| 13. | 「処方箋」                           |      |            |
| 14. | 「輪舞曲」                           |      |            |
| 15. | 「ジュエリー」                       |      |            |

海賊ピアノ（2008年11月1日 - audio graficoネット限定発売）
| #   | タイトル                                                               | 作詞 | 作曲・編曲 |
| --- | ---------------------------------------------------------------------- | ---- | ---------- |
| 1.  | 「自転車〜福？袋特典CDR「お帰りなさい」収録〜」                        |      |            |
| 2.  | 「森へ行く（朝焼けmix）」                                              |      |            |
| 3.  | 「見てるだけ〜2001年インストア特典CDR収録〜」                          |      |            |
| 4.  | 「はないちもんめ（回想編）〜通販限定シングル「東京メゾピアノ」収録〜」 |      |            |
| 5.  | 「薬指のためのエチュード〜「EVONY MEETS IVORY」収録〜」                |      |            |
| 6.  | 「白い旗（弾き語り編） 〜「東京メゾピアノ」収録〜」                    |      |            |
| 7.  | 「降り月（くだりづき）〜「光合成」収録〜」                             |      |            |
| 8.  | 「恋のエアポート」                                                     |      |            |
| 9.  | 「つぶつぶ（つぶつぶ増量mix）」                                        |      |            |
| 10. | 「狂鍵再び（インチキテクノ編）〜「東京メゾピアノ」収録〜」             |      |            |
| 11. | 「残り者（弾き語り編）〜2002年インストア特典CDR収録〜」                |      |            |
| 12. | 「人間辞めても（ヤジガミヨエコmixi）」                                 |      |            |
| 13. | 「恋愛テム（弾き語り編）」                                             |      |            |
| 14. | 「レモンケーキ〜福？袋特典CDR「お帰りなさい」収録〜」                  |      |            |

ニューヨエコ (2023年9月30日)
| #  | タイトル         | 作詞 | 作曲・編曲 |
| -- | ---------------- | ---- | ---------- |
| 1. | 「友達のうた」   |      |            |
| 2. | 「夜な夜な夜な」 |      |            |
| 3. | 「卵とじ」       |      |            |
| 4. | 「昼の月」       |      |            |
| 5. | 「今日も雨」     |      |            |
| 6. | 「ドーパミン」   |      |            |
| 7. | 「楯」           |      |            |

ニューヨエコⅡ〜ラプソディ〜(2024年9月20日)
| #  | タイトル                   | 作詞 | 作曲・編曲 |
| -- | -------------------------- | ---- | ---------- |
| 1. | 「music」                  |      |            |
| 2. | 「感謝的生活」             |      |            |
| 3. | 「ままごと」               |      |            |
| 4. | 「盗られ系」               |      |            |
| 5. | 「人間辞めても」           |      |            |
| 6. | 「流星」                   |      |            |
| 7. | 「ラジオ」                 |      |            |
| 8. | 「music（acoustic ver.）」 |      |            |

### ネット限定配信
春待ちガール/雨の羽生橋 (pre-release version)（2008年3月26日）
| #  | タイトル                               | 作詞 | 作曲・編曲 |
| -- | -------------------------------------- | ---- | ---------- |
| 1. | 「春待ちガール (pre-release version)」 |      |            |
| 2. | 「雨の羽生橋 (pre-release version)」   |      |            |

### 自主制作CD-R / 特典CD
お帰りなさい（2000年4月 / 復刻盤:2008年8月）
| #  | タイトル         | 作詞 | 作曲・編曲 |
| -- | ---------------- | ---- | ---------- |
| 1. | 「聴こえたから」 |      |            |
| 2. | 「帰りたい家」   |      |            |
| 3. | 「見てるだけ」   |      |            |
| 4. | 「想い巡り」     |      |            |
| 5. | 「部屋と幻」     |      |            |

お帰りなさい（倉ヨエ福？袋特典:2008年5月）
| #  | タイトル         | 作詞 | 作曲・編曲 |
| -- | ---------------- | ---- | ---------- |
| 1. | 「自転車」       |      |            |
| 2. | 「レモンケーキ」 |      |            |

### その他、参加アルバム・楽曲
- 光合成（2001年8月12日）

5. 「降り月」倉橋ヨエコ
- 音の穴5（2002年2月20日）

9. 「金魚想う」倉橋ヨエコ
- EVER POP〜NEXT BREAK（2002年11月21日）

6. 「見てるだけ」倉橋ヨエコ
- スカでヒッパレ！昭和歌謡 Vol.2（2002年12月11日）

3. 「恋のフーガ」倉橋ヨエコ with DALLAX
- RARE & NOSTA（2003年6月12日）

3. 「迷い猫」倉橋ヨエコ
- EBONY meets IVORY〜10 Groovy Fingers on the Keyboard〜（2005年7月2日）

7. 「薬指のためのエチュード」倉橋ヨエコ
- vulgarhythm 〈nobodyknows+アルバム〉（2007年8月22日）

8. 「隠せない明日を連れて(Milk Crown Bootleg Mix) feat.倉橋ヨエコ」nobodyknows+ feat.倉橋ヨエコ
- 酔いどれ詩人になるまえに（2007年8月22日）

11. 「蛙の歌」倉橋ヨエコ

### 楽曲提供
- +α/あるふぁきゅん。

「かくれんぼ」（2022年6月22日 作詞：+α/あるふぁきゅん。・ヨエコ　作曲：ヨエコ）

### DVD
- ザ☆狂鍵ヒットパレード 〜倉橋ヨエコ ミュージッククリップ集＋ライブ映像〜（2007年7月25日）
- 倉橋ヨエコ LIVE DVD『解体ヨエコショー』（2010年9月20日）

## 書籍
- 倉橋ヨエコ（青山しおり 編） 『ぴあの弾き語りべすと』 ドレミ楽譜出版社、2007年[17]。ISBN 978-4285114522。